# Giordano Bruno eroe di Valmy
Giordano Bruno eroe di Valmy este un film italian de scurt-metraj din 1908 regizat de Giovanni Pastrone. 